# 藤原孝範
藤原 孝範（ふじわら の たかのり）は、平安時代末期から鎌倉時代初期にかけての貴族。藤原南家貞嗣流の文章博士・藤原永範の養子。実父は藤原北家の斎宮次官・藤原利永。官位は正四位下・大学頭。

## 経歴
文治3年（1187年）2月、文章生だった孝範は御書所の作文に列席した際、九条兼実から「名誉の士なり」と称賛された。その後、上西門院（統子内親王）判官代・大内記・文章博士・大学頭・越前守等を歴任した。文章博士在任時には、承元・建暦・建保・承久の年号勘申に関わっている。
貞応元年（1222年）、清涼寺において詩会を催している。貞永元年（1232年）11月に出家して法名を寂尋とした。翌天福元年（1233年）8月、76歳で卒去。
漢詩の才に優れた文人として知られ、後高倉院の清涼寺供養願文等の多くの願文を草した他、寛喜元年（1229年）に関白・九条兼実の上表文も草している。
『柱史抄』『明文抄』『秀句抄』等の著作を残す。また『和漢兼作集』『鳩嶺集』『本朝文集』等にも詩文が残る。

## 系譜
- 父：藤原利長
- 母：不詳
- 養父：藤原永範
- 妻：不詳
  - 長男：藤原経範（1189?-1257）
  - 男子：藤原保範 - 実は藤原光兼の子?
  - 男子：藤原邦仲
  - 養子[3]：藤原宗範 - 実は経範の子?